# Alex Forsyth (Eishockeyspieler)
James Alexander „Alex“ Forsyth (* 6. Januar 1955 in Galt, Ontario; † 12. Juli 2024 in Kingston, Ontario) war ein kanadischer Eishockeyspieler, der im Verlauf seiner aktiven Karriere zwischen 1973 und 1978 unter anderem ein Spiel für die Washington Capitals in der National Hockey League (NHL) auf der Position des Centers bestritten hat. Den Großteil seiner kurzen Profikarriere verbrachte Forsyth in der American Hockey League (AHL) und Central Hockey League (CHL).

## Karriere
Forsyth verbrachte seine Juniorenkarriere zwischen 1973 und 1975 bei den Kingston Canadians, für die er in der Ontario Hockey Association (OHA) und der Ontario Major Junior Hockey League (OMJHL), den beiden Vorgängerligen der Ontario Hockey League (OHL), auflief. Dabei sammelte der Mittelstürmer in 122 Einsätzen 80 Scorerpunkte. Im NHL Amateur Draft 1975 wurde der Offensivspieler sowohl bereits in der ersten Runde an 18. Stelle von den Washington Capitals aus der National Hockey League (NHL) als auch den San Diego Mariners aus der zu diesem Zeitpunkt mit der NHL konkurrierenden World Hockey Association (WHA) in der neunten Runde an 122. Position im WHA Amateur Draft 1975 ausgewählt.
Der Stürmer erhielt daraufhin einen Vertrag bei den Washington Capitals und stand dort in seiner Rookiesaison beim Farmteam Richmond Robins in der American Hockey League (AHL) im Aufgebot. Im folgenden Spieljahr, in dem er im November 1976 seinen einzigen NHL-Einsatz für die Capitals absolvierte, stand er für die Springfield Indians, ebenfalls in der AHL, auf dem Eis. Nachdem Forsyth sein drittes Profijahr ebenso in den Minor Leagues – diesmal bei den Tulsa Oilers in der Central Hockey League (CHL) – verbracht hatte, wurde sein auslaufender Vertrag seitens der Washington Capitals nicht verlängert. Da der Kanadier in der Folge keinen neuen Arbeitgeber fand, beendete er bereits im Alter von 23 Jahren seine Karriere als Aktiver.
Forsyth arbeitete anschließend über 33 Jahre als Polizeibeamter in Kingston. Dort verstarb er im Juli 2024 im Alter von 69 Jahren an den Folgen einer Alzheimer-Erkrankung.

## Karrierestatistik
(Legende zur Spielerstatistik: Sp oder GP = absolvierte Spiele; T oder G = erzielte Tore; V oder A = erzielte Assists; Pkt oder Pts = erzielte Scorerpunkte; SM oder PIM = erhaltene Strafminuten; +/− = Plus/Minus-Bilanz; PP = erzielte Überzahltore; SH = erzielte Unterzahltore; GW = erzielte Siegtore; 1 Play-downs/Relegation; Kursiv: Statistik nicht vollständig)